# Rhacochelifer similis
Rhacochelifer similis är en spindeldjursart som beskrevs av Beier 1932. Rhacochelifer similis ingår i släktet Rhacochelifer och familjen tvåögonklokrypare. Inga underarter finns listade i Catalogue of Life.